# Monkey Hill (St. Kitts)
Monkey Hill ist ein 325 m hoher Hügel vom Rest eines Vulkankraters auf der karibischen Insel St. Kitts.

## Geographie
Der Monkey Hill gibt dem Hauptort des Parishes Saint Peter Basseterre, Monkey Hill, seinen Namen.
Er überblickt die Siedlung Monkey Hill und steht zwischen ihr und dem Olivees Mountain, von dem er teilweise abgetragen wurde. Er bildet den südlichsten Hochpunkt eines ehemals nach Süden offenen Kraters, der heute die Siedlung Monkey Hill umschließt.